# Gaterslebener Warte

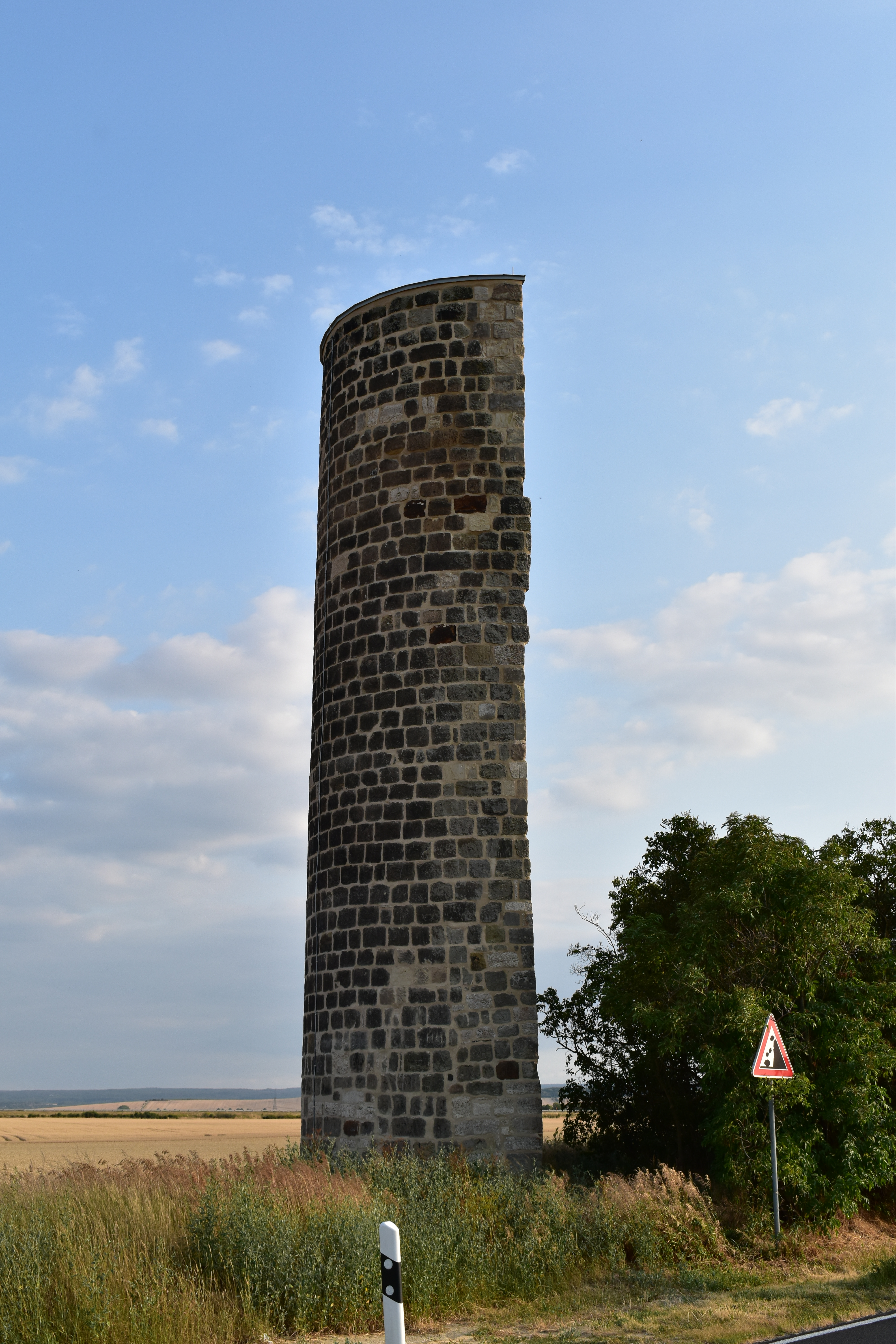
Gaterslebener Warte (2019)

Die Gaterslebener Warte, auch Ilenstedter Warte genannt, ist die Ruine eines Wartturms nordöstlich der Stadt Quedlinburg in Sachsen-Anhalt. Der Wartturm ist als Kulturdenkmal in Seeland mit der Erfassungsnummer 094 17559 und in Selke-Aue mit der Erfassungsnummer 094 21167 eingetragen.

## Lage
Die denkmalgeschützte Warte gehörte zum Quedlinburger Warten- und Landgrabensystem als einem im Gelände vorgelagerten Frühwarn- und Verteidigungssystem. Es bestand aus rund einem Dutzend Wachtürmen sowie Landwehren in Form von Wall-Graben-Anlagen und Dornenbuschhecken. Die Warte liegt auf dem Gebiet von Wedderstedt, einem Ortsteil der Gemeinde Selke-Aue, an der Kreisstraße 1361 zwischen Quedlinburg und Gatersleben im Umfeld eines kleinen Gebüsches.

## Geschichte
Der Wartturm entstand vermutlich im 14. Jahrhundert und diente dem Schutz der Stadt Quedlinburg. Er war im Mittelalter besonders wichtig, da er an der Kreuzung zweier wichtiger Verkehrswege lag. Dies war der alte Heerweg vom Raum Braunschweig-Wolfenbüttel zur östlichen Reichsgrenze an der Saale. Er kreuzte hier die alte Handelsstraße von Goslar über Quedlinburg entlang der östlichen Ausläufer des Hakels nach Magdeburg. Im Jahr 1460 wird die Gaterslebener Warte in Quedlinburger Ratsrechnungen erwähnt, als ein Seil zur Warte gebracht wurde. 1470 wird laut den Rechnungen ein „Wardkorb“ zum Hinaufwinden von Lebensmitteln und Trinkwasser zur Warte gebracht. 1521 wurde die Warte baulich erneuert. In den 1550 und 1560er Jahren wurden die Kosten für einen Wächter auf der Warte abgerechnet. Anfang des 19. Jahrhunderts brach ein Bauer aus Badeborn auf der Westseite des Wartturms Steine für den Bau einer Scheune heraus.

## Baubeschreibung

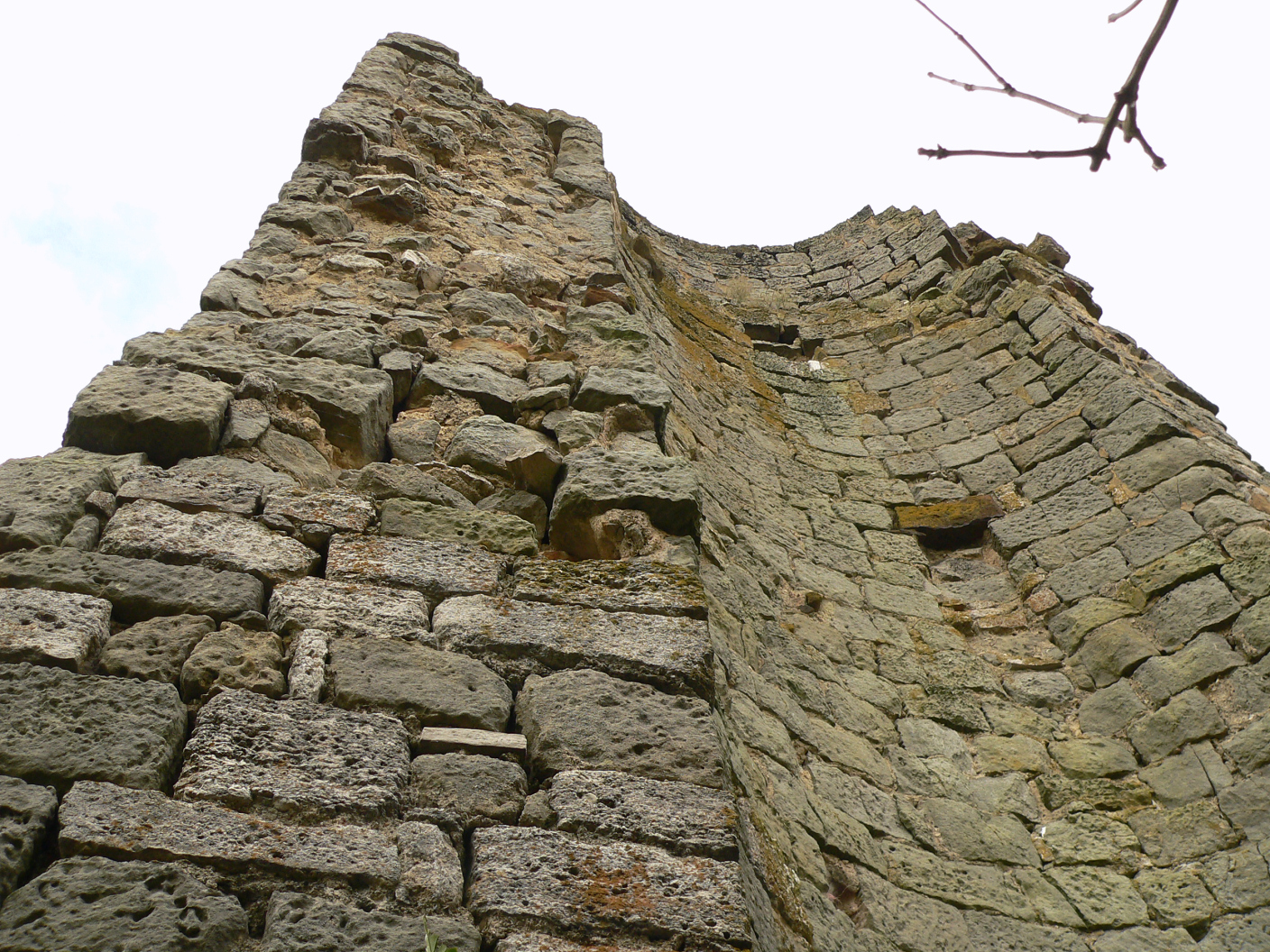
Innenansicht, Turm (2017)

Der Turm war etwa 18–20 Meter hoch. Sein Durchmesser betrug 5,5 Meter. Heute ist nur noch die östliche Hälfte des Rundturms mit einer Höhe von rund 14 Meter erhalten. In etwa 10 Meter Höhe ist auf der Innenseite der frühere Kuppelansatz zu erkennen. Die Warte ist aus Sandstein-Quaderblöcken errichtet und unverputzt. Der Wartenverein Quedlinburg führte im Jahr 2018 eine Sanierung der Gaterslebener Warte durch, um den fortschreitenden Verfall des Bauwerks zu stoppen.